# Larry Connor
Lawrence S. Connor dit Larry Connor (né le 7 janvier 1950 à Albany, New York et résidant actuellement à Dayton, Ohio) est un entrepreneur immobilier et technologique américain. Connor est à la tête de The Connor Group, une société d'investissement immobilier locatif.
Il vole en tant que pilote de la mission SpaceX Axiom Space-1. Il devient la seconde personne la plus âgée à voler en orbite (derrière John Glenn).

## Éducation
Connor a obtenu un diplôme summa cum laude en 1972 de l'université de l'Ohio à Athens, dans l'Ohio. Connor était membre du Who's Who of College Students et était l'un des 22 étudiants d'une promotion de 4 500 étudiants de premier cycle sélectionnés au club J de l'Université de l'Ohio.

## Orlando Computer Corp.
De 1982 à 1990, Connor était propriétaire d'Orlando Computer Corp. La société était présente dans le centre de la Floride et à Cincinnati, Ohio. C'était le deuxième plus grand revendeur dans l'état de Floride pour les micro-ordinateurs IBM et un pionnier dans les réseaux locaux (LAN) fournissant des solutions matérielles et logicielles aux entreprises.

## The Connor Group
Fondé sous le nom de Connor, Murphy & Buhrman en 1992, Connor a racheté avec succès ses partenaires et a créé The Connor Group, une société d'investissement immobilier, en 2003. Au cours des 28 années suivantes, le groupe Connor est passé de 100 millions de dollars d'actifs à 3,3 milliards de dollars avec des communautés d'appartements de luxe sur 14 marchés.

### Récompenses
Connor et le groupe Connor ont reçu de nombreux prix, y compris le Glassdoor 2014 Top 50 des meilleurs endroits où travailler aux États-Unis, catégorie petites et moyennes entreprises, l'intronisé inaugural 2017 du Dayton Business Hall of Fame et les 100 meilleures entreprises de la région dans le Dayton Business Journal. En 2019, le groupe Connor a également reçu deux prix nationaux de Comparably pour la meilleure culture d'entreprise et les meilleurs lieux de travail pour les femmes.

### Dans l'actualité
Le 23 avril 2020, au milieu de la pandémie de coronavirus, Larry Connor a mis en œuvre deux des valeurs fondamentales du groupe Connor — Les gens comptent et font ce qu'il faut. Dans une vidéo surprise diffusée à tous ses employés, Larry a raconté comment il avait récemment gagné 1,6 million de dollars en bourse et il leur en donnait chaque centime comme symbole de sa gratitude et de son appréciation. Pour sa générosité, Connor a été présenté dans Entrepreneur Magazine, Forbes, People Magazine, USA Today et New York Daily News. Il est également apparu sur Good Morning America, CNN, Fox News et Yahoo Finance. Plus récemment, le groupe Connor a été nommé l'un des meilleurs lieux de travail 2020 en Ohio.

### The Connor Group Kids and Community Partners
En 2007, Connor a fondé The Connor Group Kids & Community Partners au service des jeunes défavorisés dans les communautés où The Connor Group opère. Son objectif est d'avoir un impact significatif dans la vie de 4000 enfants par an d'ici 2021.

### Autres fonctions
Larry Connor est membre du Conseil national de l'hôpital McLean depuis 2008 et travaille en tant que partenaire stratégique avec la Mayo Clinic.

## Heartland Regional Power et First Billing Services
Connor a cofondé Heartland Regional Power, une entreprise qui fournissait des solutions de facturation à l'industrie multifamiliale, en 2004. First Billing Services, une plate-forme de paiement en ligne et de traitement des factures également cofondée par Connor, a par la suite acquis la société.

## Mission spatiale SpaceX Axiom Space-1
Le 26 janvier 2021, il a été annoncé que Larry Connor deviendrait le premier astronaute privé affectée au poste de pilote de mission de l'histoire des voyages spatiaux dans le cadre d'un projet de mission privée vers la Station spatiale internationale (ISS). Axiom Space, basé à Houston, a annoncé que Connor faisait partie de son équipe multinationale de quatre personnes pour Axiom Mission 1 (Ax-1). L'Ax-1 sera composé du premier équipage entièrement privé à visiter l'ISS depuis le début des vols habités.
« Je crois que l'espace est la dernière grande frontière », dit Larry. « Je suis ravi et honoré de faire partie de cette mission historique. »
Piloter la mission historique Ax-1 est une entreprise que Connor prévoit de combiner en orbite avec ses efforts à but non lucratif et ses partenariats avec des experts médicaux renommés de la Mayo Clinic et de la clinique de Cleveland.
« C’est ce qui me passionne », a-t-il déclaré. « Il ne s’agit pas d’être le premier pilote. Il s'agit de faire des choses qui ne peuvent être faites que dans l'espace — des expériences en microgravité. C’est une façon unique d’aider l’humanité. »
À bord de l'ISS, Connor a également l'intention de délivrer des leçons pédagogiques aux étudiants de la Dayton Early College Academy, une école K-12 reconnue au niveau national qui produit des diplômés universitaires de première génération.

## Autres centres d'intérêt
Connor est un pilote aéronautique privé impliqué dans de multiples compétitions acrobatiques, participe à des courses tout-terrain, et des courses sur circuit.